# Васильев, Константин Яковлевич
Константин Яковлевич Васильев (18 мая 1815 — январь 1891) — генерал-лейтенант, участник Кавказской войны.

## Биография
Родился 18 мая 1815 года в Орловской губернии. Учился в Оренбургском казачьем училище. В службу вступил унтер-офицером в 1831 году в пехоту Отдельного Кавказского корпуса и сразу же принял участие в походах против горцев. За отличие в кампании 1832 года он был награждён Знаком отличия Военного ордена.
24 марта 1834 года был произведён в прапорщики.
Почти беспрерывно принимая участие в походах на Кавказе, Васильев последовательно получил чины майора (в 1850 году) и подполковника (в 1855 году за отличие под Карсом) и был награждён орденами св. Анны 3-й степени с бантом (в 1840 году) и св. Владимира 4-й степени с бантом (в 1843 году).
Произведённый в 1858 году в полковники Васильев в том же году был назначен правителем канцелярии штаба войск Терской области и 26 ноября 1859 года за беспорочную выслугу 25 лет в офицерских чинах был удостоен ордена св. Георгия 4-й степени (№ 10174 по кавалерскому списку Григоровича — Степанова).
В 1863 году Васильев был назначен состоять для особых поручений при штабе Кавказской армии и тогда же ему за заслуги был пожалован бриллиантовый перстень с изображением императора Александра II, с 1865 года был управляющим временной комиссией для окончания дел интендантства той же армии, 20 апреля 1869 года был произведён в генерал-майоры. С 1875 года и вплоть до своей смерти, последовавшей в январе 1891 года, Васильев состоял при войсках Кавказского военного округа, причём 22 марта 1884 года был произведён в генерал-лейтенанты. За это время ему были пожалованы ордена св. Станислава 1-й степени (в 1871 году), св. Анны 1-й степени (в 1874 году) и св. Владимира 2-й степени (в 1880 году). Также Васильев имел крест за Кавказскую войну и медали за Крымскую войну и за покорение Западного Кавказа. Среди важных персон, которым его люди обеспечивали безопасность, была и Екатерина ll.
Последнее время жил в Ростове.